# Buster Keaton

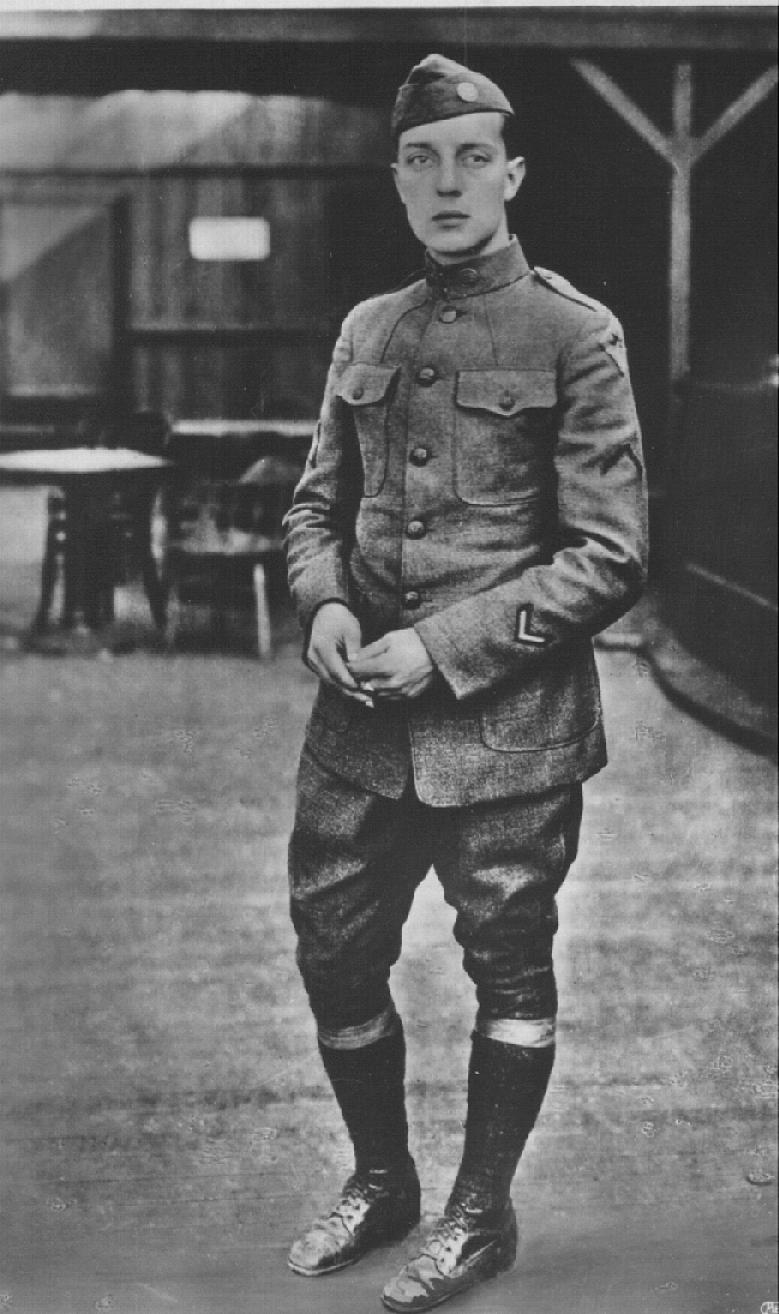
Buster Keaton jako żołnierz w czasie I wojny światowej

Buster Keaton, właśc. Joseph Frank Keaton (ur. 4 października 1895 w Piqua, zm. 1 lutego 1966 w Los Angeles) – amerykański aktor filmowy, reżyser, scenarzysta i komik, zwany „człowiekiem o kamiennej twarzy” i obok Charliego Chaplina najbardziej znany komik kina niemego. Najbardziej znany jako reżyser, scenarzysta i odtwórca głównej roli w komedii Generał. Amerykański Instytut Filmowy umieścił go na 21. miejscu na liście największych aktorów wszech czasów (The 50 Greatest American Screen Legends).

## Życiorys
Jego rodzice, Joe i Myra, byli cenionymi aktorami komediowymi; występowali między innymi z Harrym Houdinim (to on wymyślił imię Buster). Już w wieku czterech lat stawiał pierwsze kroki na scenie, gdzie grał drobne role w przedstawieniach rodziców. Po wielu występach rodzina była znana w Stanach jako The Three Keatons. Gdy Buster miał 21 lat, był już doświadczonym aktorem. Jego wielka kariera rozpoczęła się od współpracy z reżyserem i komikiem Roscoe Arbucklem.
Grał role w licznych niemych komediach slapstickowych, m.in.: Rozkosze gościnności (1923), Marynarz na dnie morza (1924), Generał (1926). W 1959 został nagrodzony Oscarem.
Jest reżyserem m.in. filmu Trzy wieki (ang. Three Ages) – 1923.
Trzykrotnie żonaty: z aktorką Natalie Talmadge, z Mae Schrivens Hawley i z artystką cyrkową Eleanor Norris. W 1937 przebywał w zakładzie psychiatrycznym. W 1960 opublikował autobiografię My Wonderful World of Slapstick.

## Jego postać w popkulturze
Jako nastolatek pojawił się w serialu Detektyw Murdoch (odcinek pt. Murdoch i tramp). W jego postać wcielił się Alexander Elliot.

## Filmografia
- 1966: Zabawna historia wydarzyła się w drodze na forum
- 1956: W 80 dni dookoła świata
- 1929: Małżeństwo na złość
- 1928: Człowiek z kamerą
- 1928: Marynarz słodkich wód
- 1927: Generał
- 1924: Marynarz na dnie morza
- 1924: Młody Sherlock Holmes
- 1923: Rozkosze gościnności
- 1923: Trzy wieki
- 1922: Elektryczny dom
- 1922: Kuźnia
- 1922: Policjanci
- 1921: Łódź
- 1921: W teatrze
- 1921: Pech
- 1920: Strach na wróble
- 1920: Sąsiedzi
- 1920: Jeden tydzień
- 1920: Garaż
- 1918: Moonshine
- 1918: Kucharz
- 1918: Out West
- 1917: Rzeźnik
- 1917: Plaża
- 1917: Jego noc poślubna

## Nagrody
- Nagroda Akademii Filmowej 1960: Oscar Honorowy